# Belica (Chorwacja)
Belica – wieś w Chorwacji, w żupanii medzimurskiej, siedziba gminy Belica. W 2011 roku liczyła 2278 mieszkańców.